# Rimae Hase
Rimae Hase – grupa rowów  na powierzchni Księżyca o średnicy około 83 km. Znajduje się blisko południowo-wschodniej krawędzi widocznej strony Księżyca na współrzędnych selenograficznych ☾ 29,4°S 62,5°E/-29,400000 62,500000. Nazwa tego systemu kanałów została nadana w 1985 roku przez Międzynarodową Unię Astronomiczną i pochodzi od pobliskiego krateru Hase.